# Pavlo Jakovenko
Pavlo Olexandrovyč Jakovenko (ukrajinsky: Павло Олександрович Яковенко, * 19. prosince 1964, Nikopol) je bývalý sovětský fotbalista a současný ukrajinský trenér.

## Hráčská kariéra
Pavlo Jakovenko hrál na postu záložníka za Metalist Charkov, Dynamo Kyjev a Sochaux.
Za SSSR hrál 19 zápasů a dal 1 gól. Byl na MS 1986.

## Trenérská kariéra
Trénoval FK Kubáň Krasnodar a Uralan Elista.

## Úspěchy
Dynamo Kyjev
- Pohár vítězů pohárů (1): 1985/1986
- Liga SSSR (3): 1985, 1986, 1990
- Pohár SSSR (3): 1984/85, 1986/87, 1989/90